# Ferdows-Therme
Die Ferdows-Therme oder Ferdows-Thermalquelle (persisch آبگرم معدنی فردوس, DMG Ābgarm-i Maʿdanī-ye Ferdows) ist eine Thermalquelle 20 km nördlich der Stadt Ferdows, in der Provinz Süd-Chorasan. Die Therme befindet sich in der Nähe eines inaktiven Vulkans. Das dort gewonnene Mineralwasser eignet sich zur Heilung von Hautkrankheiten und von rheumatischen Erkrankungen.